# Кончаковський Анатолій Петрович
Анатолій Петрович Кончаковський (нар. 22 березня 1935, Київ) — дослідник життя та творчості Михайла Булгакова, один із творців та перший директор музею Михайла Булгакова у Києві, письменник.

## Життєпис
Анатолій Кончаковський народився у Києві, на Солом'янці, у родині потомственних залізничників. Дитинство Анатолія минуло також на Солом'янці, у будиночку, що стояв на місці сучасного будинку № 18 по вулиці Василя Липківського.
1955 року закінчив Київський електромеханічний технікум, згодом служив у війську.
Пізніше закінчив Київський політехнічний інститут за спеціальністю радіоінженера, до 1989 року працював на заводі «Квант» на різних посадах — від інженера до заступника начальника відділу.
Водночас, ще з другої половини 1960-х років захопився творчістю Михайла Булгакова, збирав документи, матеріали та речі, пов'язані з іменем письменника, бував у будинку на Андріївському узвозі, 13, листувався із рідними та близькими письменника.
1989 року став одним із родоначальників музею Михайла Булгакова, в основу експозиції якого була покладена його особиста колекція. Став першим директором музею, перебував на цій посаді до 2009 року.
Сьогодні є провідними науковим співробітником музею, головою Клубу любителів книги при Музеї «Субота у Бегемота».
Є автором багатьох публікацій у періодичних виданнях України та Росії, автором та співавтором понад 10 книг. Член (з 2002 року) Українського геральдичного товариства.

## Книги Анатолій Кончаковського
- «Киев Михаила Булгакова» (у спів. з Д.Малаковим) К., «Мистецтво», 1990; 2-е вид. 1993;
- «Библиотека Михаила Булгакова» К., 1997;
- «Афоризмы, крылатые выражения, парадоксы Михаила Булгакова» К., 1999;
- «Книжкові знаки киян» (у співавторстві з М.Грузовим) К., 2000;
- «Легенды дома Турбиных» (4 випуски, 2002–2007);
- «Бібліотеки киян. Словник власників» К., 2005;
- «Легенды и были дома Турбиных» К., 2008;
- «Были и легенды дома Турбиных» К., 2010
- «Михаил Булгаков. Киевское эхо» (у спів. зі С.Ноженко). К., 2011;
- «Соломенка моего детства» К., 2012;
- «Книга портретов киевлян и гостей города» К., 2013.